# Mario Tennis Open
Mario Tennis Open (Japans: マリオテニス オープン, Romaji: Mario Tenisu Ōpun) maakt deel uit van de Mario Tennis-serie. Het spel werd gelanceerd tijdens de Tokyo Game Show in 2011 en is te spelen op de Nintendo 3DS.

## Personages
Hieronder volgt een lijst van personages die in het spel verschijnen, met tussen haakjes het type:
- Mario (Allround)
- Luigi (Allround)
- Yoshi (Snel)
- Bowser (Sterk)
- Peach (Technisch)
- Daisy (Technisch)
- Wario (Sterk)
- Waluigi (Verdedigend)
- Bowser Jr. (Lenig)
- Donkey Kong (Sterk)
- Diddy Kong (Snel)
- Boo (Lenig)

Vrijspeelbaar:
- Baby Mario (Snel)
- Baby Peach (Lenig)
- Dry Bowser (Verdedigend)
- Luma (Technisch)

Downloadbaar:
- Red Yoshi (Technisch)
- Blue Yoshi (Snel)
- Light Blue Yoshi (Snel)
- Yellow Yoshi (Sterk)
- Pink Yoshi (Technisch)
- Black Yoshi (Allround)
- White Yoshi (Lenig)
- Metalen Mario (Sterk)

## Ontvangst
| Beoordeeld door       | Jaar | Score |
| --------------------- | ---- | ----- |
| WiiDSFrance           | 2012 | 80%   |
| Jeuxvideo.com         | 2012 | 80%   |
| GamezGeneration       | 2012 | 75%   |
| BGamer                | 2012 | 74%   |
| 4Players.de           | 2012 | 72%   |
| The Video Game Critic | 2012 | 25%   |

Mario's Tennis · 
Mario Tennis (Nintendo 64) · 
Mario Tennis (Game Boy Color) · 
Mario Power Tennis (Nintendo GameCube) · 
Mario Power Tennis (Game Boy Advance) ·
Mario Tennis Open ·
Mario Tennis: Ultra Smash ·
Mario Tennis Aces